# 実況見分
実況見分（じっきょうけんぶん）とは、日本の捜査機関が任意処分として行う検証である（犯罪捜査規範104条参照）。ここでいう検証とは、法律学上の術語であり、五官の作用によって対象の存否、性質、状態及び内容等を認識し保全する強制処分のことをいう（最高裁判所平成11年12月16日判決・最高裁判所刑事判例集53巻9号1327頁所収参照。詳細は法律学における検証の項目を参照。）。

## 実況見分の概要
実況見分は、犯罪や事故が起きた場所における犯人、被害者、目撃者その他の位置関係や状況を明らかにする目的で、捜査機関（警察または検察）が実施する。
実況見分の結果は、実況見分調書として記録される。実況見分調書は、文章だけでなく、図面及び写真を添付して作成される（犯罪捜査規範104条3項）。

## 実況見分調書
実況見分調書（犯罪捜査規範105条参照）は、検証の結果を記載した検証調書と同様の要件の下証拠能力が肯定され、公判における証拠としても用いられる（刑事訴訟法321条3項）。
ただし、実況見分調書を、実況見分に際して被疑者、被害者及びその他の関係者から説明を受けた内容が事実であることや、実況見分において再現したとおりの犯罪事実が存在したことの立証に利用する場合は、刑事訴訟法321条1項2号、同項3号または同法322条1項の要件を満たす必要がある。

## 注
1. ↑  最高裁判所昭和35年9月8日判決・最高裁判所刑事判例集14巻11号1437頁所収参照
2. ↑  最高裁判所平成17年9月27日決定・最高裁判所刑事判例集59巻7号753頁所収参照